# Касим-Заде, Октай Мурадович
Октай Мурадович Касим-Заде (29 апреля 1953 года, Баку — 22 декабря 2020 года, Москва) — советский и российский учёный в области математики. Заведующий кафедрой дискретной математики механико-математического факультета МГУ. Профессор, доктор физико-математических наук.

## Биография
Родился в семье военнослужащего ВМФ, математикой увлёкся в школьные годы, участвовал в олимпиадах по математике для школьников республиканского и всесоюзного уровня. С золотой медалью окончил бакинскую среднюю школу № 6.
Окончил факультет вычислительной математики и кибернетики МГУ (1975, с отличием). Ученик О. Б. Лупанова. По распределению начал работать во Всесоюзном научно-исследовательском опытно-конструкторском и технологическом институте источников тока. В следующем году перевёлся в Институт прикладной математики АН СССР, в отдел теоретической кибернетики.
Кандидат физико-математических наук (1980), тема диссертации «Об одной мере сложности схем из функциональных элементов». Доктор физико-математических наук (1996), тема диссертации «О синтезе некоторых классов управляющих систем, связанных с неявными и параметрическими представлениями булевых функций».
С 1986 года начал преподавать в МГУ, профессор (2005). После кончины О. Б. Лупанова (2006) возглавил кафедру дискретной математики механико-математического факультета МГУ и руководил ей до своей кончины в 2020 году.

## Научные интересы
Дискретная математика и математическая кибернетика.